# Jaskinia w Zielonym Dole
Jaskinia w Zielonym Dole lub Schronisko w Zielonym Dole I – jaskinia w skale Wolski Murek w Lesie Wolskim w Krakowie. Pod względem geograficznym znajduje się w mezoregionie Pomost Krakowski, będącym częścią makroregionu Bramy Krakowskiej.

## Opis obiektu
Obiekt znajduje się na Woli Justowskiej (obecnie jest to należąca do Krakowa Dzielnica VII Zwierzyniec), w parowie Zielony Dół, powyżej ulicy Zielony Dół. Górny koniec ulicy biegnie przy samym obrzeżu Lasu Wolskiego. Od ulicy do skały Wolski Murek prowadzi znakowana ścieżka Krakowskiego Szlaku Wspinaczkowego, skała to jest bowiem obiektem wspinaczki skalnej. Niewielki otwór jaskini znajduje się u jej północno-zachodnich podnóży, po orograficznie prawej stronie parowu.
Otwór znajduje się pod niewielkim okapem. Na ciasnym korytarzu za otworem znajduje się zacisk, za którym na lewo biegnie 3-metrowej wysokości szczelina. Odchodzą od niej na powierzchnię szczeliny, ale dla człowieka zbyt ciasne.
Skały, w których powstała jaskinia, to gruboławicowe wapienie z jury późnej. W początkowej, oświetlonej światłem słonecznym części jaskini rosną glony i porosty. Jaskinia jest sucha, w głębi ciemna. Występują w niej pająki.
Szczelina znana była od dawna. Po raz pierwszy zaznaczył ją T. Fischer na szkicu Panieńskich Skał w 1938 roku. Jej dokumentację opracowali M. Pruc, J. Baryła i P. Malina w 1999 r..

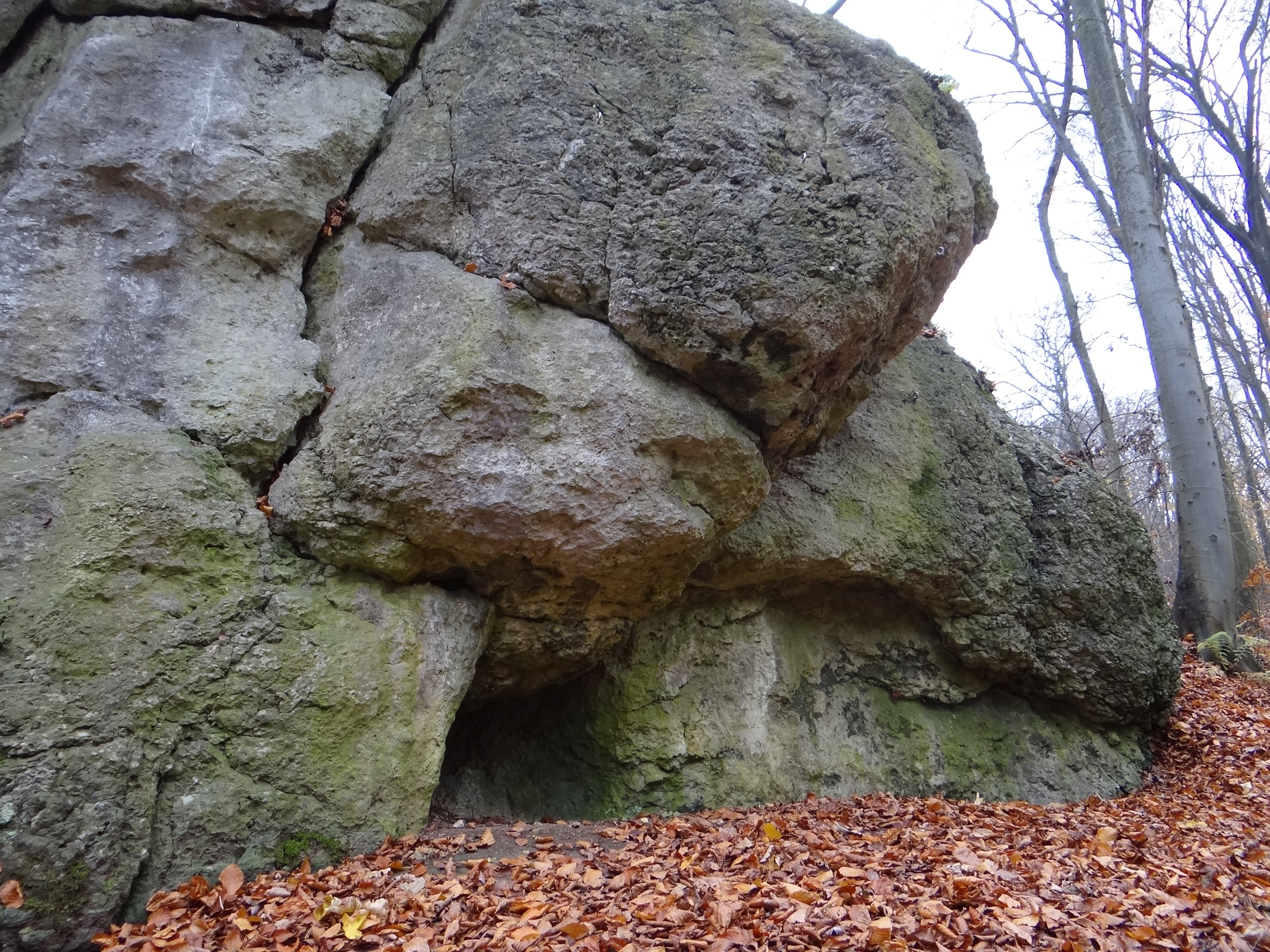
Otwór jaskini
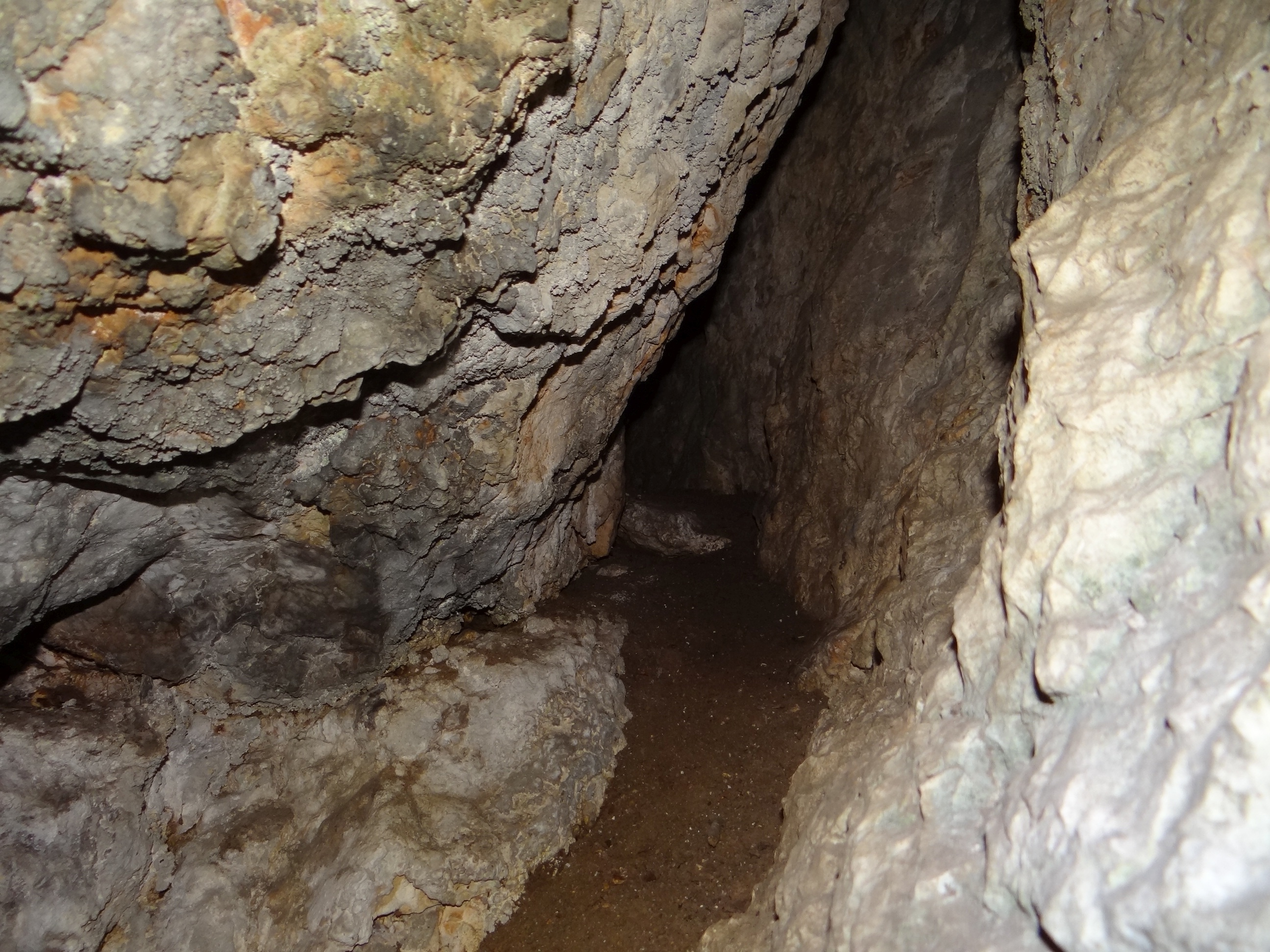
Korytarz przed zaciskiem